# Alexandr Prosvirnin
Alexandr Prosvirnin –en ruso, Александр Просвирнин– (Vorojta, URSS, 24 de agosto de 1964–Kiev, 15 de agosto de 2010) fue un deportista soviético que compitió en esquí en la modalidad de combinada nórdica.
Ganó una medalla de bronce en el Campeonato Mundial de Esquí Nórdico de 1984, en la prueba por equipo. Participó en los Juegos Olímpicos de Sarajevo 1984, ocupando el sexto lugar en la prueba individual.

## Palmarés internacional
| Campeonato Mundial | Campeonato Mundial    | Campeonato Mundial | Campeonato Mundial        |
| Año                | Lugar                 | Medalla            | Prueba                    |
| ------------------ | --------------------- | ------------------ | ------------------------- |
| 1984               | Rovaniemi (Finlandia) | Medalla de bronce  | TN + 3 × 10 km por equipo |